# Euselasia euphaes
Euselasia euphaes is een vlindersoort uit de familie van de prachtvlinders (Riodinidae), onderfamilie Euselasiinae.
Euselasia euphaes werd in 1855 beschreven door Hewitson.